# Convento de Nossa Senhora do Loreto
O Convento de Nossa Senhora do Loreto, igualmente denominado de Convento de São Francisco, Convento dos Capuchos e Convento de Nossa Senhora da Glória, é um antigo edifício religioso localizado na cidade de Lagos, em Portugal. Foi inaugurado em 1560, sucedendo a um antigo convento fundado em 1518 nas margens da Ribeira de Bensafrim, que funcionou pouco tempo devido a problemas de salubridade. O novo convento foi encerrado em 1834. O edifício do convento foi ocupado por um quartel da Guarda Nacional Republicana desde a década de 1910 até 2021, enquanto que a igreja foi demolida e substituída por uma prisão em meados do século XX. A prisão foi depois encerrada, e em 2000 o edifício foi convertido no centro cultural Laboratório de Artes Criativas.

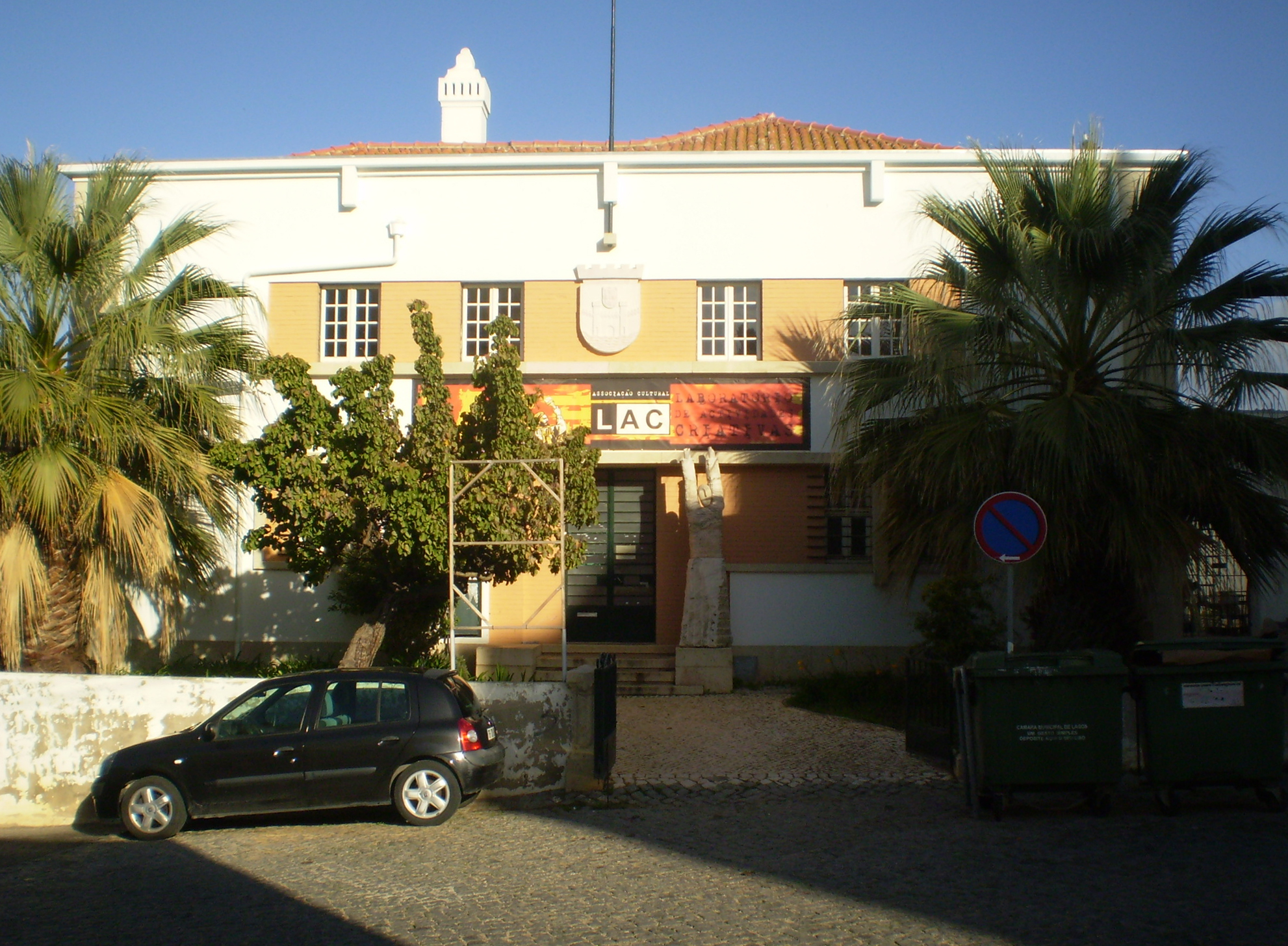
Edifício da antiga prisão, em 2010.

## Descrição
O complexo do antigo convento apresentava uma planta em forma de L, sendo composto por vários edifícios construídos em períodos distintos. Ainda restam alguns vestígios do convento, incluindo duas paredes em alvenaria de pedra que faziam parte do claustro, e uma chaminé no estilo barroco, de secção quadrada e ângulos moldados, com uma cúpula rematada por um elemento decorativo, esculpido de forma ondulante.
O edifício da cadeia, construído no local da antiga igreja do convento, está anexa ao restante complexo, no lado ocidental. É considerado um exemplo da arquitectura prisional do século XX, tendo sido executada segundo um modelo de Cottinelli Telmo. Contava com quinze celas, distribuídas em dois pisos, sendo onze destinadas a reclusos do sexo masculino, e as restantes ao sexo feminino. Também havia uma cela solitária. A cadeia foi reconvertida num centro cultural, o LAC - Laboratório de Artes Criativas.

## História

### Convento original
Segundo o Frei Agostinho de Santa Maria, investigado por Ataíde Oliveira, nos princípios do século XVI desenvolveu-se em Portugal uma província religiosa dedicada a Nossa Senhora da Piedade, cujos membros eram conhecidos pela sua fama de santidade, pelo que o Bispo do Algarve, D. Fernando Coutinho, convidou-os a virem para a sua região. Neste sentido, concedeu-lhes o convento que ele tinha fundado no Cabo de São Vicente, e promoveu a construção de mais três conventos, em Lagos, Silves e Faro. O convento de Lagos devia ser dedicado a Nossa Senhora do Loreto, invocação mariana pela qual aquele prelado tinha uma forte devoção, e que ficou expressa na escritura de doação do convento aos religiosos da Província da Piedade: «E assim lhe damos a Casa e Mosterio [sic] de Lagos que nós fabricamos, com todos os chãos e herdamentos comercãos, que nós compramos para ella, a que damos a invocação - Nossa Senhora de Loreto, e por quanto é uma doença gravíssima que tivemos, sendo secular em Florença lhe commendamos nossa alma e saude; e pela misericordia do Nosso Senhor, e sua intercessão recebemos saude e temos particular devoção á dita casa e costumavamos visitar em cada anno, enquanto em esta terra os tivemos; e em nossos divinos officios furemos [sic] della particular commemoração.».
O convento começou a funcionar em 1518, tendo sido foi construído na zona do Rossio de São João, no sopé da colina, junto ao Ribeira de Bensafrim, junto ao rio, num local que era considerado pouco saudável. Com efeito, segundo o cronista da província da Piedade, os monges adoeciam frequentemente devido à falta de salubridade do local, chegando a haver algumas mortes. O edifício também tinha problemas de estabilidade, estando a ameaçar ruína apenas algumas décadas após a construção. Em 6 de Agosto de 1520, o rei D. Manuel doou o convento aos frades da Piedade da Ordem de São Francisco, numa carta passada em Évora. Apesar da ordem original de D. Coutinho para que o convento não mudasse de devoção à Senhora do Loreto, posteriormente os frades dedicaram-no a São Francisco.

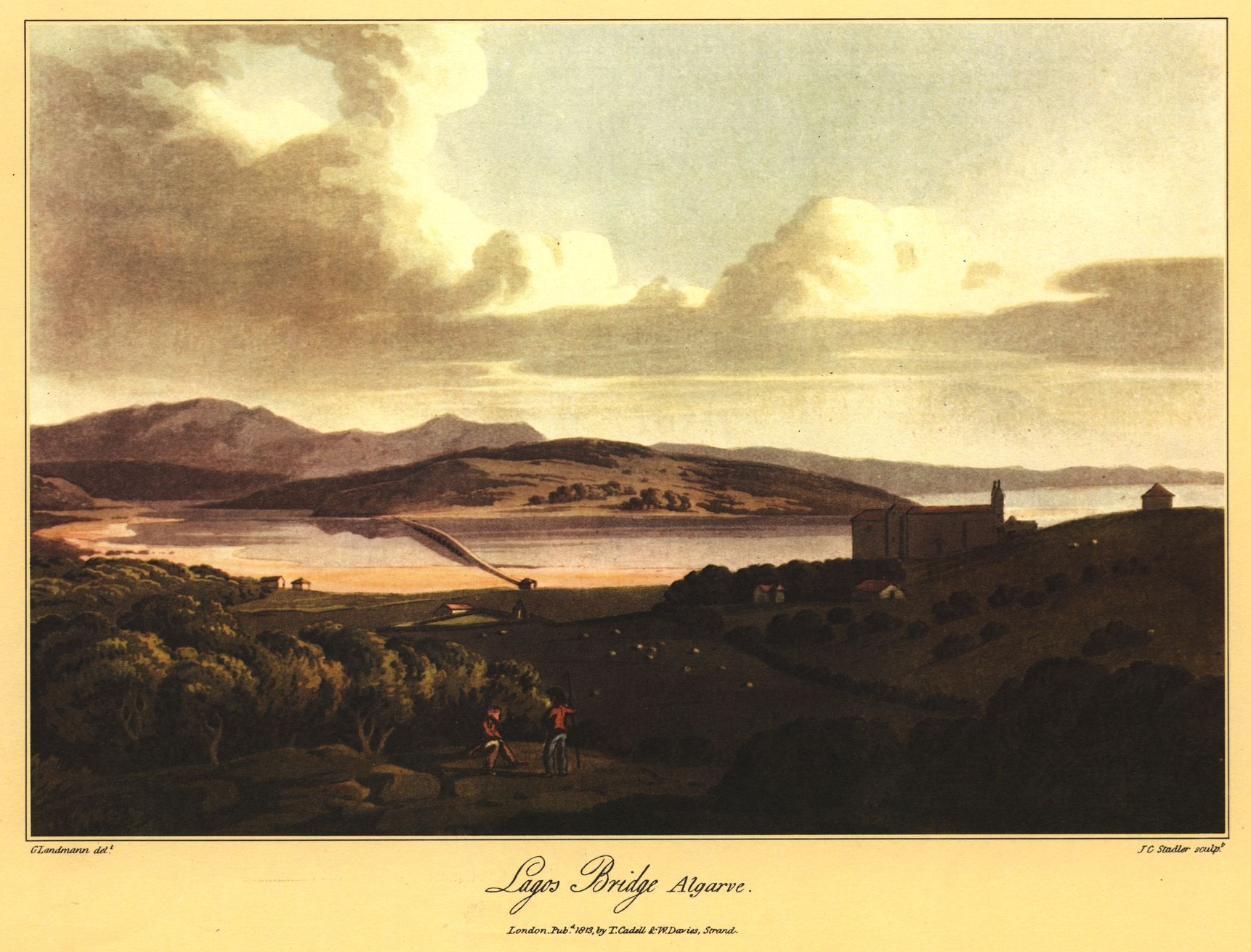
Gravura da zona Norte de Lagos, publicada em 1813. O edifício no lado direito é o novo convento, sendo visíveis as torres da igreja.

### Construção do novo edifício
O primeiro convento funcionou durante cerca de quarenta anos, até que os monges construíram um novo edifício num ponto mais elevado da colina, embora a curta distância do anterior, já que ainda se pôde aproveitar a mesma cerca e hortas. O novo convento foi inaugurado em 1560, sendo dedicado a Nossa Senhora da Glória. Nesse ano também se iniciaram as obras para a nova igreja, que tiveram o apoio da população de Lagos. A memória do primeiro convento ainda continuou a fazer parte da tradição popular durante alguns séculos, sendo o seu antigo local conhecido no século XVIII como São Francisco, o Velho.
Esta devoção do segundo convento à Senhora da Glória foi explicada por Frei Agostinho de Santa Maria como tendo origem na descoberta de uma imagem de Nossa Senhora, num navio naufragado na Baía de Lagos. Esta imagem teria sido produzida por um escultor franciscano chamado António de Caminha, nascido em Aveiro e residente no Rio de Janeiro. António de Caminha pretendeu levar a estátua para Lisboa, onde construiria um templo próprio para a expôr, mas viu-se incapaz de sair do Brasil, pelo que enviou a imagem ao rei D. João V, para que este a colocasse nalguma igreja, ou construísse uma de raiz. Porém, quando o navio chegou a Lisboa em 1708, não foi possível entrar no porto devido a uma tempestade, tendo sido forçado a descer até ao Algarve, onde naufragou na costa de Lagos. Os frades do convento, então conhecidos como capuchos de Santo António, descobriram a imagem e guardaram-na no seu altar-mor. No entanto, este relato é incompatível com a restante documentação sobre o convento, que atesta que era dedicado à Senhora da Glória desde o século XVI, embora Ataíde Oliveira tenha avançado a teoria que poderiam ter existido duas imagens com aquela invocação. Segundo o investigador Sebastião Joaquim Baçam, a imagem envolvida na lenda terá sido transferida em 1834 para a Igreja de São Sebastião.

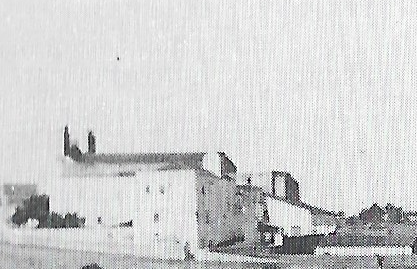
Fotografia do convento na década de 1920. Conseguem-se ver as torres sineiras da igreja, que foi demolida e substituída por uma prisão nos anos 40.

### Encerramento e reutilização do antigo convento
O convento foi encerrado em 1834, tendo o imóvel e a sua cerca sido vendidos em várias partes, que foram reutilizadas de diversas formas, como armazéns e fábricas. Entre 1910 e 1911, o convento passou a ser ocupado por um quartel da Guarda Nacional Republicana. Em 4 de Maio de 1912, o jornal O Heraldo noticiou que o governo tinha cedido à autarquia o antigo Convento da Senhora da Glória, «para n’ele serem instaladas a cadeia e varias repartições publicas». Em 8 de Setembro de 1921, o jornal Folha de Annuncios publicou um aviso da Câmara Municipal de Lagos sobre a arremetação em hasta pública de várias empreitadas, incluindo uma «para a reconstrução dum telhado da casa do antigo Convento da Senhora da Gloria, desta cidade».
Na década de 1930 iniciou-se o planeamento para a instalação de uma nova cadeia na cidade de Lagos, uma vez que a antiga, construída provavelmente nos princípios do século XVII, junto à Igreja de Santo António, não tinha condições de salubridade nem de segurança. Assim, em 1935 a Câmara Municipal de Lagos já tinha escolhido o sítio da antiga igreja do convento como o local onde iria ser construído o novo estabelecimento prisional. Em 10 de Outubro de 1941 iniciou-se o concurso para a empreitada de construção da cadeia, tendo o auto de entrega sido feito em 14 de Setembro de 1946. O novo edifício foi construído no contexto do Plano de Construções Prisionais de 1941, sendo destinada principalmente a reclusos preventivos e penas de curta duração, com origem na comarca de Lagos e nas confinantes.

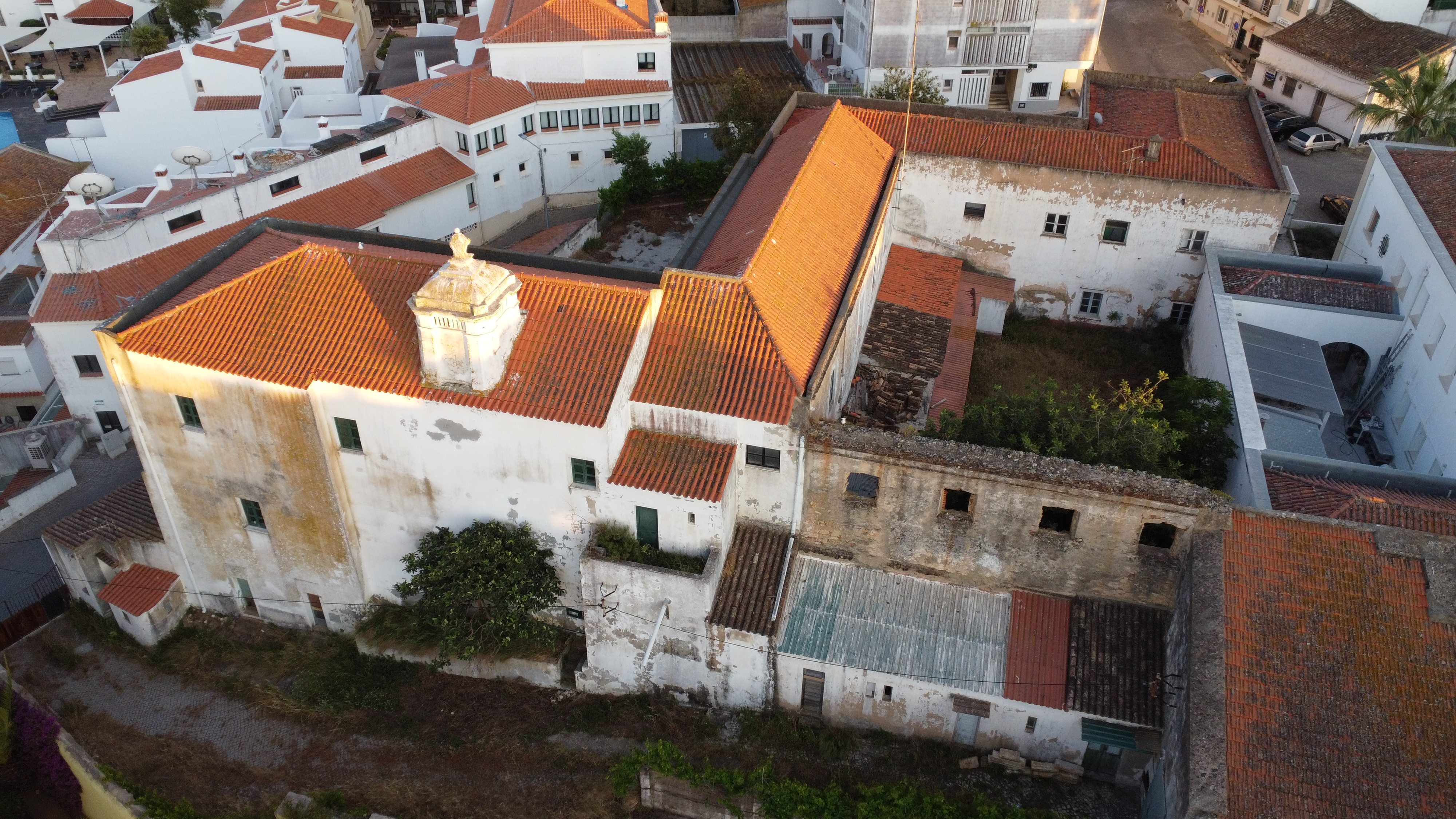
Vista aérea do convento, em Maio de 2023.

O Decreto-Lei n.º 49.040/69, de 4 de Junho, alterou as regras para a construção e funcionamento das cadeias comarcãs, iniciando o processo para a sua extinção ou reconversão. Assim, a Portaria n.º 374/72, de 7 de Julho, extinguiu um grande número de cadeias comarcãs em todo o país, incluindo as de Lagos, Faro, Portimão, Silves, Olhão e Tavira, que seriam encerradas em 1 de Outubro desse ano, no mesmo dia em que entrariam ao serviço as prisões regionais em várias capitais de distrito, como Faro. Entre 1982 e 1983, o edifício foi ocupado por cidadãos retornados das antigas colónias. Em 1995, a associação cultural LAC – Laboratório de Actividades Criativas foi sedeada na antiga cadeia, embora as obras de reabilitação e transformação do edifício num centro cultural só se tenham iniciado em 2000, com plano do arquitecto Mário Martins. Como parte desta intervenção foi preservado o interior da cadeia, incluindo as antigas celas, e a fachada principal do edifício, embora o jardim de entrada tenha sido decorado com murais e estátuas.
No século XXI, os edifícios onde se encontravam as instalações da Guarda Nacional Republicana já não reuniam as condições necessárias, devido ao seu avançado estado de degradação. Assim, iniciou-se o processo para a instalação de um novo posto territorial, tendo sido escolhido o antigo Edifício Multifunções da Câmara Municipal de Lagos, na localidade do Chinicato. As obras iniciaram-se em Julho de 2020, tendo o novo quartel sido inaugurado em 3 de Dezembro de 2021, numa cerimónia que contou com a presença do Ministro da Administração Interna, Eduardo Cabrita. Previa-se que as antigas instalações, no Convento de Nossa Senhora do Loreto, iriam ser entregues à autarquia.

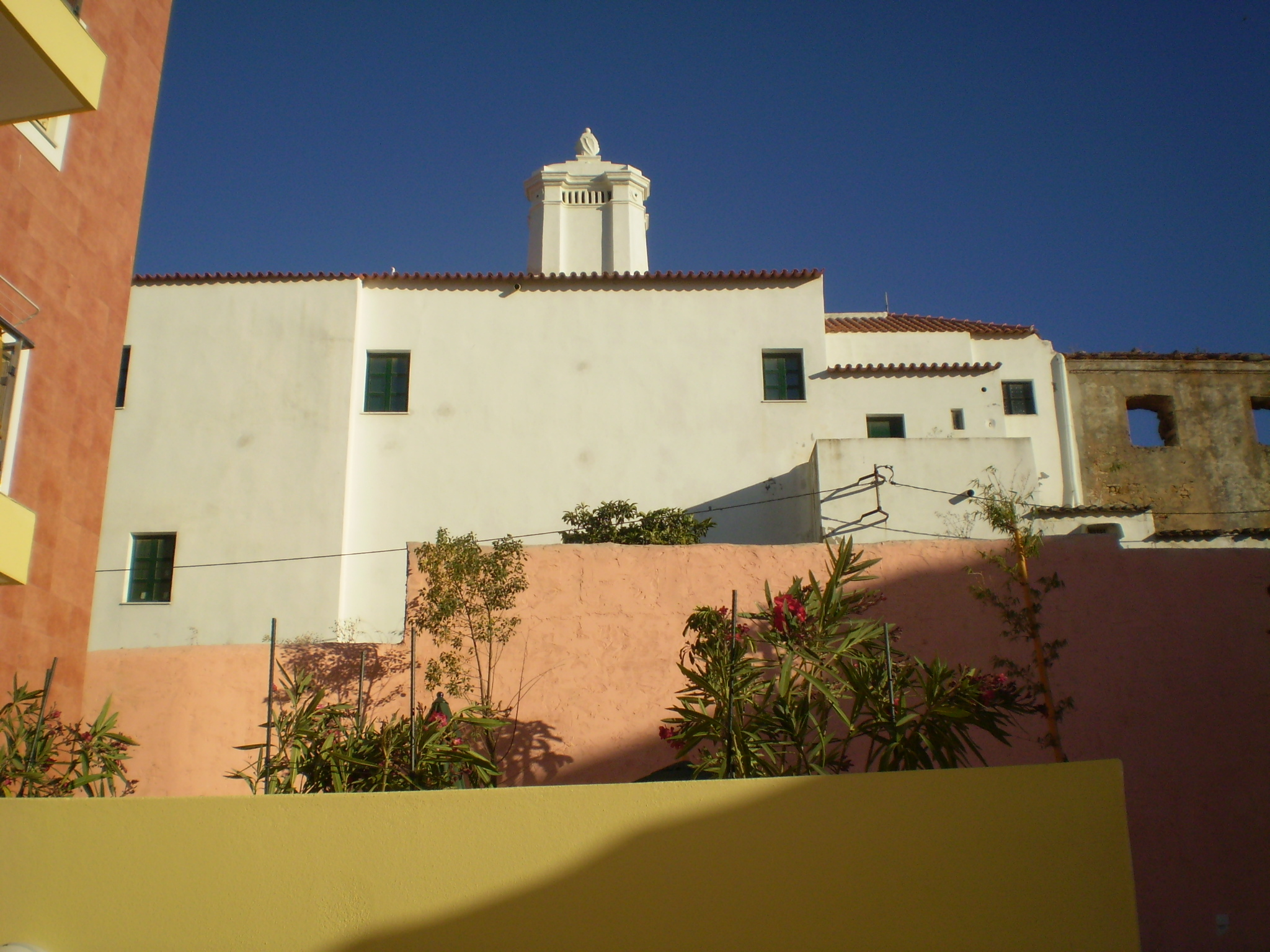
Fachada traseira do antigo convento, destacando-se a imponente chaminé barroca.